# Greta Scarano

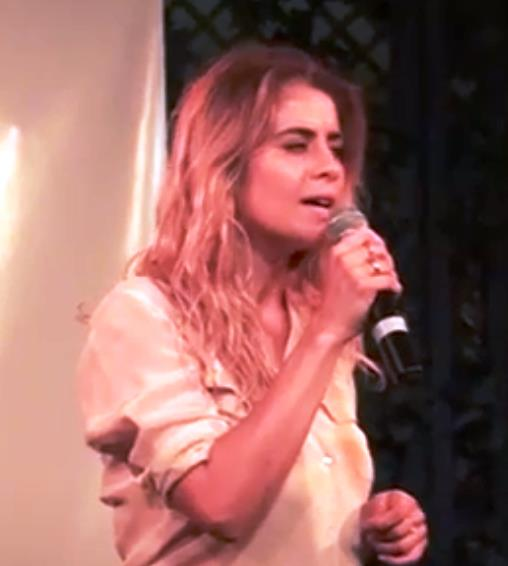
Greta Scarano 2015

Greta Scarano (* 27. August 1986 in Rom, Latium) ist eine italienische Schauspielerin in Film und Fernsehen. Internationale Bekanntheit erlangte sie unter anderem durch ihre Rolle in der Fernsehminiserie Der Name der Rose in der Rolle der Anna.

## Leben und Karriere
Die 1986 in Rom geborene Greta Scarano studierte zuerst Musik (Gesang und Schlagzeug) und Schauspiel. Ihr Debüt im Fernsehen gab sie im Jahre 2007 in der italienischen Serie Un posto al sole. Ihren Durchbruch feierte sie zwischen 2008 und 2010 mit der Serie Romanzo criminale - La serie in der Rolle der Angelina. Eine ihrer wichtigsten Rollen spielte sie 2019 als Anna in der Fernsehverfilmung von Umberto Ecos Roman Der Name der Rose mit John Turturro, Damian Hardung, Rupert Everett und Michael Emerson.
Ihr Spielfilmdebüt gab sie im Jahre 2011 in der Rolle der Cinzia in Saverio Di Biagios Komödie Qualche nuvola neben Michele Alhaique und Aylin Prandi. 2014 spielte sie unter Michele Alhaiques Regie in dem Kriminaldrama Ohne jede Gnade - Im Reich der Camorra. 2015 sah man sie als Viola in Stefano Sollimas Thriller Suburra – 7 Tage bis zur Apokalypse neben Pierfrancesco Favino.

## Filmografie (Auswahl)

### Filme
- 2011: Qualche nuvola
- 2014: Ohne jede Gnade – Im Reich der Camorra (Senza nessuna pietà)
- 2015: Suburra – 7 Tage bis zur Apokalypse (Suburra)
- 2016: La verità sta in cielo
- 2016: Watch Them Fall
- 2017: Morgen ist Schluss – Masterclass (Smetto quando voglio: Masterclass)
- 2017: Diva!
- 2017: Morgen ist Schluss – Ad honorem (Smetto quando voglio: Ad honorem)
- 2019: The App
- 2021: Supereroi
- 2022: La cena perfetta
- 2023: I migliori giorni
- 2023: Nuovo Olimpo

### Fernsehen
- 2007: Un posto al sole (Fernsehserie, 1 Episode)
- 2008: Crime Evidence (Fernsehserie, 1 Episode)
- 2008: Don Matteo (Fernsehserie, 1 Episode)
- 2008–2010: Romanzo criminale – La serie (Fernsehserie, 17 Episoden)
- 2011: I liceali (Fernsehserie, 8 Episoden)
- 2013: L’ultimo Papa Re (Fernsehfilm)
- 2013: Il bastardo innocente (Fernsehserie, 1 Episode)
- 2014: Squadra antimafia – Palermo oggi (Fernsehserie, 9 Episoden)
- 2015: In Treatment (Fernsehserie, 2 Episoden)
- 2018: La linea verticale (Fernsehserie, 8 Episoden)
- 2018: La scorta di Borsellino – Emanuela Loi (Fernsehfilm)
- 2019: Non mentire (Fernsehminiserie, 6 Episoden)
- 2019: Der Name der Rose (Il nome della rosa Fernsehserie, 8 Episoden)
- 2021: Inspector Montalbano (Fernsehserie, 1 Episode)
- 2021: Speravo de morì prima (Fernsehserie, 6 Episoden)
- 2021: Chiamami Ancora Amore (Fernsehminiserie, 1 Episode)
- 2022: Circeo (Fernsehserie, 6 Episoden)

### Kurzfilme
- 2017: Still Dance
- 2017: Io sì, tu no